# Fédération des petites îles européennes
La Fédération des petites îles européennes est un groupement d'îles appartenant à plusieurs pays européens dont le but est d'assurer la survie des communautés locales. Elle est appelée European Small Islands Federation ou tout simplement ESIN en anglais.

## Origines
La Fédération des petites îles européennes est le fruit d'une coopération entre des communautés de petites îles. En mai 2001, six organisations nationales représentant des communautés insulaires se sont réunies et ont décidé de créer un réseau d'îles européennes. Il s'agit du Danemark, de l'Écosse, de la Finlande, de la France, de l'Irlande et de la Suède.
En 2005, les six membres fondateurs ont officialisé la Fédération sous son nom actuel et de nouveaux membres l'ont peu à peu rejoint : l'Estonie, la Grèce et l'Italie en 2006, l'archipel d'Åland en 2009 et enfin la Croatie en 2014. Elle regroupe ainsi plus de 359 000 personnes sur 1640 petites îles, dont la plupart comptent à peine 1000 habitants. 

## Objectifs
Le principal objectif de la Fédération est d'assurer la survie des communautés insulaires. Elle agit pour ce faire à deux niveaux :

### Au niveau local
La Fédération cherche à renforcer l'identité culturelle insulaire et à faciliter la circulation d'informations entre ses membres, notamment sur la gestion des difficultés propres à la géographie insulaire.

### Au niveau européen
La Fédération rend également des comptes à certains institutions de l'Union européenne. Elle a pour mission d'accroître la sensibilisation et la compréhension des difficultés rencontrées par les petites îles afin d'avoir un poids dans la balance lors de la création de politiques et de loi européennes sur le sujet. La Fédération cherche à montrer à l'Union Européenne que les petites îles peuvent mettre en place certains modèles durables qui peuvent être reproduits dans certaines régions rurales européennes, notamment dans les domaines de l'énergie renouvelable, de la préservation culturelle et environnementale et du développement communautaire.

## Membres
La Fédération des petites îles européennes compte actuellement onze membres : la Croatie, le Danemark, l'Écosse, l'Estonie, la Finlande, la France, la Grèce, l'Irlande, l'Italie, la Suède et l'archipel d'Åland.